# مت دوران
مت دوران (انگلیسی: Matt Doran؛ زادهٔ ۳۰ مارس ۱۹۷۶) یک هنرپیشه اهل استرالیا است.
از فیلم‌ها یا برنامه‌های تلویزیونی که وی در آن نقش داشته است می‌توان به ماتریکس، مکبث و خانه و دوری اشاره کرد.